# Josefa Frandl
Josefa „Putzi“ Frandl, auch: Josefin(e) Frandl, verheiratete Crotty (* 5. Juli 1930 in Mandling, Gemeinde Radstadt, Land Salzburg), ist eine ehemalige österreichische Skirennläuferin. Sie feierte ab Mitte der 1950er-Jahre zahlreiche Siege in internationalen Rennen, gewann die Silbermedaille im Riesenslalom der Olympischen Winterspiele 1956, insgesamt drei Weltmeisterschaftsmedaillen und vier österreichische Meistertitel. Nach Ende ihrer aktiven Karriere im Jahr 1960 übersiedelte sie in die Vereinigten Staaten, wo sie bis ins hohe Alter als Skilehrerin arbeitete.

## Biografie
Frandl stand als Zweijährige erstmals auf Skiern und bekam von ihrem Onkel, einem Skilehrer, den ersten Skiunterricht. Sie absolvierte nach Volks- und Hauptschule eine Schneiderlehre, arbeitete nach abgelegter Gesellenprüfung zunächst als Änderungsschneiderin und später als Sportartikelverkäuferin in einem Sporthaus in Radstadt. Frandl gehörte dem Skiclub Radstadt an, war einige Zeit im Kader des Salzburger Landes-Skiverbandes und wurde nach Erfolgen im Juniorenbereich 1950 in den Kader des Österreichischen Skiverbandes (ÖSV) aufgenommen. Die ersten größeren Erfolge gelangen ihr im Winter 1951/1952, als sie neben mehreren Podestplätzen und ihrem ersten von insgesamt sechs Salzburger Landesmeistertiteln ihren ersten Sieg in einem FIS-Rennen in der Abfahrt von Tschagguns feierte. Nach weiteren Podestplätzen in den nächsten beiden Jahren gelang Frandl der endgültige Durchbruch, als sie im Winter 1954/1955 zwei wichtige Siege im Slalom der Hahnenkammrennen in Kitzbühel sowie in der Kombination von Saint-Gervais-les-Bains feierte. Sie gewann zudem einen Riesenslalom in Lermoos und wurde Österreichische Meisterin im Riesenslalom.
Der Winter 1955/1956 brachte nach einer kurzen Verletzungspause zunächst keine Spitzenergebnisse, doch Frandl qualifizierte sich innerhalb des österreichischen Teams zum ersten Mal für ein internationales Großereignis, die Olympischen Winterspiele 1956 in Cortina d’Ampezzo, welche – wie bis 1980 üblich – zugleich als Weltmeisterschaften zählten. Frandl gewann in Cortina hinter der Deutschen Ossi Reichert die Silbermedaille im Riesenslalom, wurde jeweils Fünfte im Slalom sowie in der nur als WM-Wettbewerb gewerteten Dreierkombination und 13. in der Abfahrt. Nach den Spielen gewann sie sämtliche Rennen in Zermatt. Auch im folgenden Winter 1956/1957 feierte Frandl mehrere Siege: Sie gewann zum zweiten Mal den Slalom der Hahnenkammrennen, siegte im kanadischen Québec in Abfahrt, Slalom und Kombination und wurde in Squaw Valley Nordamerikanische Meisterin in der Zweierkombination Abfahrt/Slalom.
Den Winter 1957/1958 begann Frandl mit zwei Siegen in den Riesenslaloms von Saalfelden und der SDS-Rennen in Grindelwald, bei denen sie im Vorjahr drei zweite Plätze erreicht hatte. Bei ihren „Heimweltmeisterschaften“ 1958 in Bad Gastein zählte die Salzburgerin dann auch zu den großen Medaillenkandidatinnen und sie gewann gleich im ersten Wettkampf die Silbermedaille im Slalom hinter der Norwegerin Inger Bjørnbakken. In der Abfahrt belegte sie den fünften Platz, doch in ihrer zuvor stärksten Disziplin, dem Riesenslalom, fuhr sie nur auf Platz elf, was aber dennoch für die Bronzemedaille in der Dreierkombination reichte. Drei Wochen nach der WM wurde Frandl in Bad Hofgastein dreifache Österreichische Meisterin in Abfahrt, Riesenslalom und Kombination. Wenig später gewann sie Slalom und Kombination der Arlberg-Kandahar-Rennen in St. Anton sowie Abfahrt und Kombination der Holmenkollen-Kandahar-Rennen in Norwegen (Abfahrt in Voss, Slalom am Rødkleiva-Hügel bei Oslo).
Im Sommer 1958 absolvierte Frandl mit der österreichischen Nationalmannschaft ein Sommertraining in Oregon in den Vereinigten Staaten. Danach blieb sie während des gesamten Winters 1958/1959 in den USA, nahm nur an Rennen in Nordamerika teil und verzichtete auf alle Starts in Europa. Sie gewann in jenem Winter Abfahrt und Kombination des Harriman Cups in Sun Valley und wurde Zweite in Abfahrt und Kombination von Aspen. Im Winter 1959/1960 kehrte Frandl wieder nach Europa zurück, um ihre Chance zur Teilnahme an den Olympischen Winterspielen 1960 zu wahren. Sie bestritt im Vorfeld der Spiele nur wenige Rennen und hatte nach Ansicht einiger Trainer nicht die erforderliche Qualifikation, erreichte aber mit ihren Ergebnissen im ÖSV-Team dennoch einen Startplatz für Olympia. Bei den Spielen, die in Squaw Valley in den USA ausgetragen wurden, enttäuschte Frandl jedoch. Sie wurde lediglich 16. im Slalom, 21. im Riesenslalom und 39. Abfahrt, damit 12. in der Weltmeisterschafts-Kombination. Ihren letzten Sieg feierte sie bei den anschließenden Nordamerikarennen, bei denen sie zum zweiten Mal die Abfahrt des Harriman Cups gewann und Zweite in der Kombination wurde. Danach beendete sie ihre aktive Karriere.
Frandl übersiedelte 1961 endgültig in den Vereinigten Staaten und arbeitete zunächst als Skilehrerin in Aspen, wo sie ihren späteren Ehemann kennenlernte. Die beiden heirateten 1965, bekamen drei Kinder und ließen sich nach mehreren Übersiedlungen in Littleton südlich von Denver im US-Bundesstaat Colorado nieder. Frandl-Crotty begann Tennis zu spielen und wurde in ihrer Altersklasse einmal Meisterin von Colorado. Bis zum Winter 2008/2009 arbeitete sie noch als Skilehrerin am Copper Mountain, ehe sie sich 2009 die Schulter brach und ihr Ehemann im selben Jahr verstarb. Frandl-Crotty empfing immer wieder Gäste aus ihrer alten Heimat in den USA, darunter viele ehemalige und noch aktive Skirennläufer, reiste selbst aber nur selten nach Österreich zurück. So war ihr Österreichbesuch im Jahre 2001 anlässlich ihrer Aufnahme in den Radstädter „Walk of Sports“ ihr erster Heimatbesuch seit über drei Jahrzehnten.

## Erfolge

### Olympische Winterspiele
- Cortina d’Ampezzo 1956: 2. Riesenslalom, 5. Slalom, 13. Abfahrt
- Squaw Valley 1960: 16. Slalom, 21. Riesenslalom, 39. Abfahrt

(Die Olympischen Spiele zählten zugleich als Weltmeisterschaften. Eine Ausnahme bildete die Alpine Kombination, die zwar während der Spiele ausgetragen wurde, aber nur als Weltmeisterschaftsbewerb gewertet wurde.)

### Weltmeisterschaften
- Cortina d’Ampezzo 1956: 2. Riesenslalom, 5. Slalom, 5. Kombination, 13. Abfahrt
- Bad Gastein 1958: 2. Slalom, 3. Kombination, 5. Abfahrt, 11. Riesenslalom
- Squaw Valley 1960: 12. Kombination, 16. Slalom, 21. Riesenslalom, 39. Abfahrt

### Siege in FIS-Rennen
- Abfahrt in Tschagguns 1952
- Slalom der Hahnenkammrennen in Kitzbühel 1955
- Kombination in Saint-Gervais-les-Bains 1955
- Riesenslalom in Lermoos 1955
- Abfahrt, Slalom und Kombination in Zermatt 1956[2][3]
- "Lange Abfahrt" des Gornergrat-Derbys in Zermatt 1956[4]
- Riesenslalom beim »Drei-Gipfel-Rennen« in Arosa am 24. März 1956[5]
- Slalom der Hahnenkammrennen in Kitzbühel am 20. Januar 1957 (außerdem Rang 5 in der Abfahrt am 19. Januar und Rang 3 in der Kombination)[6][7]
- Abfahrt, Slalom und Kombination beim »Quebec-Cup« in Mont Tremblant Anfang März 1957[8]
- Kombination der Nordamerikanischen Meisterschaften in Squaw Valley 1957
- Riesenslalom der SDS-Rennen in Grindelwald 1958[9], dazu Rang 3 in einem weiteren Riesenslalom[10]
- Riesenslalom in Saalfelden am 26. Januar 1958[11]
- Slalom und Kombination (und Rang 5 in der Abfahrt) der Arlberg-Kandahar-Rennen in St. Anton 7./8. März 1958[12][13]
- Abfahrt und Kombination der Holmenkollen-Kandahar-Rennen (»Holmenkollen-Skiwoche«) in Voss/Rødkleiva 1958[14][15]
- Abfahrt und Kombination des Harriman Cups in Sun Valley 1959
- Abfahrt des Harriman Cups in Sun Valley 1960

### Österreichische Meisterschaften
- 4 × Österreichische Meisterin:
  - Riesenslalom 1955
  - Abfahrt, Riesenslalom und Kombination sowie Rang 5 im Slalom 1958 in Bad Hofgastein[16][17][18]

Weitere Platzierungen:

1957 in Schruns: Rang 8 im Riesenslalom, Rang 2 in Abfahrt, Slalom und Kombination

### Weitere wichtige Platzierungen
- Rang 3 im Riesenslalom beim »Wallberg-Schild« in Rottach-Egern am 4. März 1956[22]
- Rang 3 in der Abfahrt und Rang 2 im Slalom sowie Rang 3 in der Kombination beim Kandahar in Sestriere am 9./10. März 1956[23][24]
- Rang 2 in Slalom, Abfahrt und Kombination in Grindelwald am 10./11. Januar 1957[25][26]
- Rang 2 im Slalom am 31. Januar 1957 bei der »11. Garmischer Wintersportwoche«[27]
- Rang 2 im Slalom am 7. April 1957 in Squaw Valley[28]
- Rang 3 beim Riesenslalom und Rang 2 in der Abfahrt am Hahnenkamm (17./18. Januar 1958)[29][30]